# Branntweinsuppe
Die Branntweinsuppe (auch Schnapssuppe) ist eine alkoholische Suppe mit regional unterschiedlicher Zubereitungsweise.

## Geschichte
Ende des 19. Jahrhunderts wurde in Deutschland sowie in anderen europäischen Staaten beklagt, dass der Alkoholmissbrauch stark zugenommen hatte. Die auch sogenannte „Schnapssuppe“ ersetzte in vielen ländlichen Gegenden sowie in den Familien der Fabrikarbeiter den Morgenkaffee und wurde morgens wie abends sogar den Kindern gereicht. In der Schweiz führte man die neue Sitte auf den verstärkten Export der Milch zurück. In Frankreich gaben in den Fabriksorten Mütter ihren Kindern von den Schnapssuppen, weil sie angeblich „stärken und den hungrigen Magen momentan betäuben“.

### In der Nassauer Gegend
Im Nassauer Dialekt wird diese Suppe auch Brockselsuppe oder kurz Brocksel genannt. An Zutaten werden bei deren Zubereitung Branntwein, Wasser, Zucker ein spezieller Lebkuchen verwendet. Serviert wird die Branntweinsuppe traditionsgemäß kalt in einer Zinnschüssel, der Branntweinschale. Der Verzehr der „Brockselsupp“ ist in der Nassauer Gegend von alters her mit brauchlichen Elementen verbunden.
Das Servieren einer Branntweinsuppe mit Honigkuchen war bei Kindstaufen und Hochzeiten im Westerwald gebräuchlich.

### In Tirol
In Tirol heißt die Branntweinsuppe auch Schnapssuppe beziehungsweise Prügelsuppe. Für deren Zubereitung werden Branntwein, Wasser, Butter und etwas Zucker aufgekocht. Früher war es zur Winterszeit üblich, sie den „halberfrorenen“ Knechten, Taglöhnern und Dienstboten zu servieren, wenn sie vom Holzfällen oder Heuziehen heimkamen oder sonstige schwere Arbeit bei großer Kälte verrichtet hatten. Die Verabreichung dieses „Erwärmungsmittels“ war besonders im Pustertal und im Unterinntal üblich. In der Volksmedizin galt die heiß getrunkene Branntweinsuppe als Vorbeugemittel gegen Schnupfen, Grippe und Katarrh, „mit Mehl eingebrannt“ und häufig genossen mache sie „auch leichte Entbindungen“.